# Greenideoida ceyloniae
Greenideoida ceyloniae är en insektsart som beskrevs av Van der Goot 1917. Greenideoida ceyloniae ingår i släktet Greenideoida och familjen långrörsbladlöss. Inga underarter finns listade i Catalogue of Life.